# Gladys Chesir Kiptagelai
Gladys Chesir Kiptagelai, née le 20 février 1993, est une athlète kényane.

## Carrière
Elle est médaillée d'or du 3 000 mètres aux Jeux olympiques de la jeunesse de 2010 à Singapour. Aux Jeux africains de 2015, elle remporte la médaille d'argent du 10 000 mètres.
Elle est médaillée d'or par équipes aux Championnats du monde de semi-marathon 2016 à Cardiff.